# Gemeindeverwaltungsverband Brettach-Jagst

Gemeindeverwaltungsverband Brettach-Jagst im Landkreis Schwäbisch Hall in Baden-Württemberg

Im Gemeindeverwaltungsverband Brettach-Jagst im baden-württembergischen Landkreis Schwäbisch Hall haben sich eine Stadt und zwei Gemeinden zur Erledigung ihrer Verwaltungsgeschäfte zusammengeschlossen. Der Sitz des Gemeindeverwaltungsverbands liegt in der Gemeinde Rot am See.

## Mitgliedsgemeinden
Mitglieder dieser Körperschaft des öffentlichen Rechts sind:
- Stadt Kirchberg an der Jagst, 4276 Einwohner, 40,93 km²
- Gemeinde Rot am See, 5627 Einwohner, 74,80 km²
- Gemeinde Wallhausen, 3736 Einwohner, 25,47 km²

## Struktur und Aufgaben
Der Gemeindeverwaltungsverband übernimmt für die Gemeinden zahlreiche Aufgaben, entweder in deren Namen für die Mitgliedsgemeinden oder in eigener Zuständigkeit anstelle der Mitgliedsgemeinden.